# Star Wars Rebels
Star Wars Rebels er en amerikansk 3D CGI animeret tv-serie produceret af Lucasfilm Animation og foregår. Den udkom den 16. oktober 2014, og sluttede 5. marts 2018 efter fire sæsoner, bestående af fire 40-minutters sæsonpremierer og 75 afsnit total.
Den handler om det Galaktiske Imperium, som fortsætter sin jagt på overlevende Jedier fra Ordre 66, mens et ungt voksende oprør opstår.

## Medvirkende

### Hovedpersoner
- Taylor Gray som Ezra Bridger, en tidligere forældreløs tyv der var Mira Bridger og Ephraim Bridgers søn.
- Freddie Prinze Jr. som Kanan Jarrus, en overlevende fra Ordre 66 og Depa Billabas Jedi-padawan. Kanan dør under en redningsaktion i Afsnit 10: "Jedi Night"

### Tilbagevendende
- Dee Bradley Baker som Kaptajn Rex, tidligere markeringsnummer CT-7567
- David Oyelowo som Kallus

## Afsnit
| Sæson | Sæson    | Afsnit | Oprindelig sendt | Oprindelig sendt  |
| Sæson | Sæson    | Afsnit | Start            | Slut              |
| ----- | -------- | ------ | ---------------- | ----------------- |
|       | Kortfilm | 4      | 11. august 2014  | 1. september 2014 |
|       | 1        | 15     | 10. august 2014  | 2. marts 2015     |
|       | 2        | 22     | 20. juni 2015    | 30. marts 2016    |
|       | 3        | 22     | 24. marts 2016   | 25. marts 2017    |
|       | 4        | 16     | 16. oktober 2017 | 5. marts 2018     |

## Produktion
Den 2. oktober 2014 annoncerede Disney Channels Worlwide President and Chief Creative Officer Gary Marsh at der var planer om at producere en anden sæson. Sæson 2's sæsonpremiere var fastsat til at udkomme på Disney XD den 20. juni 9:00 p.m. ET/PT.
Den 30. november 2015 annoncerede Disney XD's senior vice president, Programming and Generak Manager Marc Buhaj at Disney XD havde bestilt en tredje sæson
Den 3. marts 2017 annoncerede Disney XD's senior vice president, Programming and Generak Manager Marc Buhaj at sæson tre allerede var i gang. 